# 애덤 스미스
애덤 스미스(영어: Adam Smith, 1723년 6월 5일~1790년 1월 12일)는 스코틀랜드 출신의 영국의 정치경제학자이자 윤리철학자이다. 후대의 여러 분야에 큰 영향을 미친 《국부론》(An Inquiry into the Nature and Causes of the Wealth of Nations)의 저자이다. 고전경제학의 대표적인 이론가인 스미스는 일반적으로 경제학의 아버지로 여겨지며 자본주의와 자유무역에 대한 이론적 심화를 제공했다.

## 생애

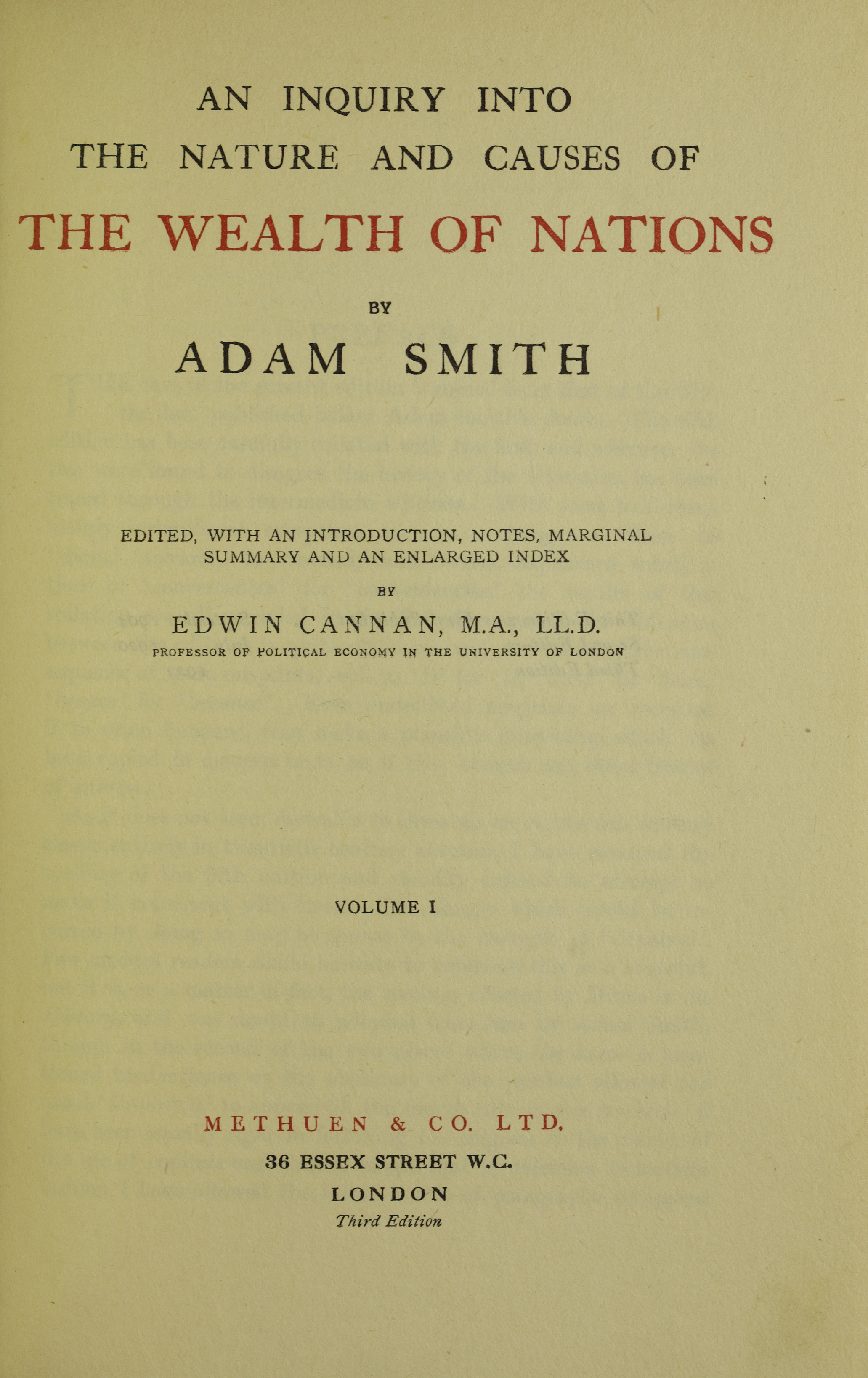
An inquiry into the nature and causes of the wealth of nations, 1922

애덤 스미스는 스코틀랜드 피페의 커크칼디의 세무 관리의 아들로 태어났다. 출생일은 정확하게 알려져 있지 않지만 1723년 1월 14일 커크칼디에서 세례를 받았다. 애덤의 부친은 스미스가 세례받기 약 6개월 전에 사망했다. 4살 경에 일단의 집시들에게 납치되었지만 삼촌에 의해서 구출되어 모친에게로 돌아왔다. 스미스의 전기 작가인 존 레이는 장난스럽게 애덤 스미스는 별로 쓸 만한 집시가 되지 못했을 것이라고 첨부한다. 스미스의 부친은 연합조약의 영향으로 스코틀랜드 해안에 밀수가 급증한 것 때문에 많은 어려움을 겪었다. 이것을 지켜본 애덤 스미스는 인간의 거짓됨의 참람함을 깨닫고 정부의 법과 규칙을 강화하는 방법 즉, 관세보호 등을 찾게 되었다. 이것이 나중에 ‘국부론’을 쓰는 계기가 된 것이다.
14살에 글래스고 대학교에 입학하여 철학자 데이비드 흄의 친구였던 프랜시스 허치슨으로부터 윤리철학을 공부하였다. 1740년 옥스퍼드 대학에 장학생으로 입학하였으나, 옥스퍼드대의 생활은 그의 삶에 큰영향을 끼치지 못하였으며 1746년에 자퇴하였다. 1748년에 케임스경의 후원하에 에든버러에서 공개강의를 하게 되었고, 강의에 대한 호평이 계기가 되어 1751년 글래스고 대학 논리학 강좌의 교수가 되었다. 1750년경 데이비드 흄을 만났으며 돈독한 관계를 유지하게 된다.
1759년 유럽에 명성을 떨치게 된 ‘도덕 감정론’(The Theory of Moral Sentiments)을 발표했다. 1764년부터 귀족인 타운젠트의 아들을 데리고 가정교사를 하며 유럽여행을 시작한다. 2년에 걸쳐 프랑스 등지를 여행하며 여러 나라의 행정 조직을 시찰하고 중농주의 사상가들과의 접촉을 통해 이들의 사상과 이론을 흡수하였다. 귀국후 저술활동에 전념하여 1776년 유명한 ‘국부론’을 발표하여, 국가가 여러 경제 활동에 간섭하지 않는 자유 경쟁 상태에서도 '보이지 않는 손'에 의해 사회의 질서가 유지되고 발전된다고 주장하였다. 이 책은 경제학 사상 최초의 체계적 저서로 그 후의 여러 학설의 바탕이 된 고전 중의 고전이다. 1778년 스코틀랜드의 관세 위원이 되고, 1787년 글래스고 대학 학장을 지냈다. 그는 영국 정통파 '경제학의 아버지'라고 불리며, 윤리학자로도 알려져 있다.
스미스는 시장 경제야말로 사는 사람과 파는 사람 모두에게 만족스러운 결과를 낳으며, 사회의 자원을 적절하게 배분할 수 있다고 보며, 다음과 같은 유명한 말을 남기기도 하였다. “우리가 저녁 식사를 기대할 수 있는 건 푸줏간 주인, 술도가 주인, 빵집 주인의 자비심 덕분이 아니라, 그들이 자기 이익을 챙기려는 생각 덕분이다. 우리는 그들의 박애심이 아니라 자기애에 호소하며, 우리의 필요가 아니라 그들의 이익만을 그들에게 이야기할 뿐이다.” 그는 시장의 가격은 공정한 룰안에서 자유롭게 자신의 이익을 추구하다 보면, 시장의 적절한 가격이 이루어진다고 생각하였다. 하지만, 독점이나 제3자의 개입에 의한 어떤 것도 반대하였다. 스미스와 그의 추종자들은 자유로운 시장경제를 통한 자유무역과 노동분업이 왕이나 군주보다는 보통 사람들에게 도움을 줄 것이라고 확신했다. 당시의 중앙계획경제 체제에서는 정치권력이 경제적 지위를 결정하는데 반해 시장경제는 가난한 사람들, 그리고 위정자들, 범법자들도 부자가 될 수 있다고 주장했다.

## 노동가치론
애덤 스미스의 '보이지 않는 손'만큼 중요한 주장 중 하나는 그의 '노동 가치설'이다. 애덤 스미스는 모든 부가가치는 노동 일반에서 나온다고 생각한 마르크스와 달리 애덤 스미스는 가치척도 수단으로서의 노동 가치에 주목했다. 애덤 스미스는 금가치가 불안정한 시대여서 각국 간 생산물 가치를 금같이 불안정한 측정수단보다는 안정적 척도인 노동을 사용해야 한다고 주장했다. 이후 마르크스가 애덤 스미스를 비판하고 노동만이 가치를 창출한다고 주장하는 마르크스판 노동가치설을 주창하였고 결과적으로 애덤 스미스가 잉여 가치론에 큰 영향을 준 셈이다.

## 그에게 영향을 준 사람들
스미스의 사상은 두 가지의 계몽주의의 융합이었다. 하나는 프랜시스 허치슨으로부터의 부드러운 면으로, 사람 내의 선함에 대한 믿음이며, 인류를 교육을 통하여 계몽과 자유롭게 하며, 자연법에 호소하는 확신이었다. 다른 하나는 케임즈 경과, 데이비드 흄으로부터 오는 냉정하고 회의적인 인간의 의향과 동기이다. 이 두가지 사상의 영향을 적당히 융합하여 인간의 본성을 파악하며 현대 경제학의 기본 뼈대를 구성하였다. 

## 그의 영향
스미스의 스코틀랜드 계몽주의적 사상은 영미세계에 막대한 영향을 미쳤다. 그가 가진 시장중심의 철학은 시장경제라는 형태의 산업혁명의 기초를 낳았고 가격이 생산의 동기를 주는 가격은 시장이 결정한다라는 보이지 않는 손의 철학을 만들어 냈다. (내쉬평형 이론에 의해 개개인의 이익만을 극대화 되는 경우 사회 전체가 붕괴된다는 사실이 증명되어, 보이지 않는 손 이론은 거의 사장되었다)
그의 국부론이 마르크스의 잉여 가치론에 큰 영향을 줬다는 것과, 자본주의 이전의 시대에도 어떤 형태로든 노동의 결과물을 보수로 받는것에 대한 설명에는 일관성을 잃는 점이 있다는 부분을 주목해야 한다.
마르크스의 잉여 가치론은, 노동자 또는 노동의 결과물을 만들어 내는 존재가 권리를 보장 받지 못하면 ,초과된 잉여가치 뿐만 아니라 모든 노동의 결과물은 100% 자본가에게 귀속 된다는 점을 간과하였다.
혹자들은 애덤 스미스를 보수 주의자 또는 자유주의자로 혼동하는 경우가 있다. 그러나 애덤스미스는 위에도 서술 되어있듯, 독점과, 제3의 존재 개입을 철저히 배척하였다.
일정 부분의 자유는 사회와 국가의 존립을 위해 일정 부분 통제되어야 하며 반드시 자정 작용이 있어야 한다는 주장이다.
또한 사회적 자원을 적절히 배분하는 선순환적 작용으로서 군주국이나, 계급사회에서 일반적인 사람들도 경제적 안락을 누릴 수 있다고 표현하였다.
이는 인간의 기본적인 권리 마저도 신분이나 출생, 성별, 인종, 연령, 계급 등의 이유로 박탈하는 사회구조보다 효율적이고 합리적인 사회가 될 것이라고 주장한 것이다.
일정부분 사실로서 증명되었고, 일정 부분은 부정적 요소 즉 자본 만능주의가 잘못 사용되었을 경우 특정 집단의 대다수가 자본 잠식 상태에 빠질 수 밖에 없는 상황에서
특정 권력층에 권력과 자본이 몰려 있을 경우 매우 위험한 결과를 초래할 수 있다는 사실은 설명하는 부분이 없다.
또한 자본시장을 통제하는 자들과 정치의 결탁을 일정 수준 이상 견제하지 않으면 기형적이고 더욱더 계급화된 사회상을 갖게 된다는 사실에 비추어 볼 때 그의 이론은 일정 부분은 오류가 있는 듯 하다.

## 도덕 감정론
스미스는 자신의 행동에 대하여 나 자신을 두 개의 사람으로 나누어 설명하였다. 하나는 관찰자이다. 그는 특정관점에서 나 자신을 그의 상태에 집어 넣어 나에게 어떻게 나타나는지 생각하는 자이며, 또 다른 하나는 내자신이라고 부르는 그 사람이다. 첫 번째 사람은 판단자이며, 두 번째 사람은 판단을 받는 자이다. 도덕적인 인간은 본질상 두 개의 자아로 나뉘며, 양심의 소리에 하나가 된다. 그 양심은 바로 나를 바라보고, 듣고 판단하는 타자이다. 포스트모던의 도덕론에서는 '판단하지 말라'라고 하지만, 스미스에게 판단하는 것은 인간을 도덕적 존재로 만드는 실체라고 여겼다.

## 평가
- 알렉산더 칼라일은 스미스에 대해 '내가 본 사람 중에 공적인 자리(사교모임)에서 가장 존재감이 없는 사람으로, 많은 사람이 있는 곳에서 입술을 움직이며 혼자 중얼거리며 미소를 짓고 있었다. '로 묘사하였다.[4]

## 같이 보기
- 버나드 맨더빌
- 앨프리드 마셜
- 야경국가
- 카를 마르크스
- 프레드릭 테일러

## 참고 문헌
- 이 문서에는 다음커뮤니케이션(현 카카오)에서 GFDL 또는 CC-SA 라이선스로 배포한 글로벌 세계대백과사전의 내용을 기초로 작성된 글이 포함되어 있습니다.